# Statens uppfinnarnämnd
Statens uppfinnarnämnd (SUN) var en svensk statlig myndighet som existerade åren 1940–1947.

## Tillkomst
Såväl frågan om svenskt statligt stöd till innovationsverksamhet och uppfinnare, som frågan om bättre utnyttjande av uppfinningar och nya tekniska rön inom Sveriges försvar hade väckts flera gånger sedan första världskriget. Från 1934 hade Uppfinnarekontoret, som grundats av Svenska Uppfinnareföreningen, tilldelats ett blygsamt årligt anslag från staten. I slutet av 1930-talet drev Ingenjörsvetenskapsakademin och Industriförbundet frågan om ytterligare stöd.
Under intryck av det då pågående andra världskriget ansåg regeringen att det fanns ett behov av att påskynda nyttiggörande av nya idéer och uppfinningar inom landet. Regeringen tillsatte därför en snabbutredning, som verkade under februari och mars 1940. Utredningen föreslog att en nämnd skulle inrättas i form av en egen myndighet under Handelsdepartementet i syfte att "främja och nyttiggöra uppfinningar och tekniska uppslag, vilka med hänsyn till deras möjlighet att med erforderlig snabbhet och rimliga medel tillgodose aktuella behov vore av värde för försvarsberedskapen och folkförsörjningen", och skedde också efter riksdagsbeslut.

## Verksamhet inom ekoradio
En av de större verksamheter som SUN ägnade sig åt under andra världskriget var ekoradio, det dåtida namnet för radar. I slutet av 1930-talet inleddes försöksverksamhet med ekoradio av flera svenska aktörer, bland annat Svenska Aktiebolaget Trådlös Telegrafi (SATT) och AB Svenska Elektronrör. Då en splittrad verksamhet separat finansierad av de olika försvarsgrenarna ansågs irrationell, begärde försvaret i december 1941 att all forskning och försöksverksamhet inom ekoradioområdet skulle samordnas inom SUN. Ekoradioverksamheten vid SUN startade i januari 1942, och utvecklingen av de första svenska ekoradiostationerna leddes av civilingenjör Hugo Larsson som lånades in från Telegrafverket. I arbetsgruppen ingick också civilingenjörerna Torsten Elmqvist och Ove Norell samt ytterligare några radioingenjörer och radiotekniker. I juni 1942 ingicks ett avtal mellan SUN, AB Bofors, Telefon AB LM Ericsson och SAAB om gemensam ekoradioforskning. I oktober 1942 tillkom flygingenjör Martin Fehrm i verksamheten.
Verksamheten bedrevs i Frösunda, där Arméförvaltningen disponerade laboratorielokaler, i en barack vid Bromma flygplats samt i Kungliga Myntets källare. År 1945 överfördes SUN:s ekoradioverksamhet till den nybildade myndigheten Försvarets forskningsanstalt (FOA).

## Efter kriget
Även om Statens uppfinnarnämnd i huvudsak kommit till för krigstida behov, fanns det redan vid tillkomsten tankar om att det kunde finnas behov av motsvarande verksamhet även i fredstid. En utredning om frågan tillsattes 1946, och ledde till att Svenska Uppfinnarekontoret skapades 1947, i form av en stiftelse som fick statligt stöd och där staten hade visst inflytande. Svenska Uppfinnarekontoret tog över uppgifter från såväl det tidigare existerande Uppfinnarekontoret som myndigheten Statens uppfinnarnämnd, som därmed lades ner. Svenska Uppfinnarekontoret bestod till 1967, och dess uppgifter togs 1968 över av Styrelsen för teknisk utveckling (STU).